# Шизотиповий розлад особистості
Шизотиповий розлад особистості (ШТРО) або просто шизотиповий розлад — психічний розлад, що характеризується соціальною тривогою, порушенням мислення, параноїдною ідейністю, дереалізацією, перехідним психозом з часто незвичайними переконаннями. Особам із даним розладом вкрай важко підтримувати близькі стосунки з людьми, вони уникають створення таких стосунків, головно через суб'єктивне переконання, що їхні близькі негативно до них ставляться. До симптомів розладу також належать своєрідні мовленнєві виверти та чудернацькі стилі одягу. Особи з ШТРО можуть дивно поводитись при спілкуванні: не відповідати або говорити до самого себе.
Такі хворі часто тлумачать ситуації як чимось дивні або як такі, що мають незвичайне для них значення; серед цих осіб також поширені паранормальні та забобонні вірування. Особи з ШТРО часто звертаються за медичною допомогою з причини тривоги або депресії, а не дійсно наявного розладу особистості. Шизотиповий розлад особистості трапляється в близько 3 % людей і є більш поширеним серед чоловіків.
Хворі на шизотиповий розлад особистості часто зустрічаються серед родичів хворих на шизофренію, однак доказів генетичного походження і спадкового характеру хвороби немає. Травми дитинства і нехтування дітьми виступають очевидними біологічними і соціальними екзогенними факторами, внаслідок яких поступово розвивається соціальна, а згодом і психологічна дезінтеграція особистості.
Термін «шизотиповий» 1956 року вперше використав Шандор Радо як абревіатуру для «шизофренічний фенотип». ШТРО належить до кластеру A розладів особистості («незвичайні, або ексцентричні розлади»).